# ماناتو شينادا
ماناتو شينادا (باليابانية: 品田 愛斗) (مواليد 19 سبتمبر 1999)، هو لاعب كرة قدم ياباني سابق كان يلعب كلاعب وسط.

## وصلات خارجية
- ماناتو شينادا على موقع رابطة كرة القدم اليابانية للمحترفين (اليابانية)
- ماناتو شينادا على موقع إي إس بي إن إف سي (الإنجليزية)
- ماناتو شينادا على موقع قاعدة بيانات كرة القدم.إي يو (الإنجليزية)
- ماناتو شينادا على موقع Soccerway.com (الإنجليزية)
- ماناتو شينادا على موقع عالم كرة القدم.نت (الإنجليزية)